# Уртюшка
Уртю́шка — посёлок в Кусинском районе Челябинской области. Входит в состав Медведевского сельского поселения.

## География
Расположен на берегу реки Артюш, в месте впадения в неё Большого Артюша. Расстояние до районного центра, Кусы, 16 км.

## Население
| 2002 | 2010 |
| ---- | ---- |
| 160  | ↘129 |

По данным Всероссийской переписи, в 2010 году численность населения посёлка составляла 129 человек (68 мужчин и 61 женщина).

## Улицы
Уличная сеть посёлка состоит из 10 улиц.